# Alles te koop
Alles te koop (Pools: Wszystko na sprzedaż) is een Poolse dramafilm uit 1969 onder regie van Andrzej Wajda.

## Verhaal
Bij de opnamen van een film worden de regisseur en zijn acteurs geconfronteerd met de geheimzinnige dood van de hoofdrolspeler.

## Rolverdeling
| Acteur             | Personage |
| ------------------ | --------- |
| Beata Tyszkiewicz  | Beata     |
| Elzbieta Czyzewska | Ela       |
| Andrzej Lapicki    | Andrzej   |
| Daniel Olbrychski  | Daniel    |
| Witold Holtz       | Witek     |
| Malgorzata Potocka | Mala      |
| Bogumil Kobiela    | Bobek     |
| Wieslaw Dymny      | Wiesio    |
| Andrzej Kostenko   | Kostek    |